# بل وی-۲۴۷ ویجیلنت
وی-۲۴۷ ویجیلنت مفهومی است که توسط هلیکوپتر بل برای تولید یک وسیله نقلیه هوایی بدون سرنشین تیلتروتور تولید شده است.

## بررسی اجمالی
بل V-247 را برای پاسخگویی به نیازهای در حال ظهور ارتش آمریکا برای پرنده بدون سرنشین (UAV) از نوع گروه ۴ (هواپیماهای بدون سرنشین دارای وزن بیشتر از ۶۰۰ کیلوگرم و ارتفاع پروازی کمتر از ۱۸ هزار پا) یا گروه ۵ (هواپیماهای بدون سرنشین دارای وزن بیشتر از ۶۰۰ کیلوگرم و ارتفاع پروازی بیشتر از ۱۸ هزار پا) ارائه کرده‌است. شرکت بل اعلام کرد نام V-247 به این دلیل انتخاب شده‌است که دو هواگرد از این نوع می‌توانند ISR را در طول ۷ روز هفته و بصورت ۲۴ ساعته برای یک ناحیه از قبل تعیین شده انجام دهند. شرکت بل برای طراحی این هواگرد بدون سرنشین از تجربیات قبلی خود در ساخت هواگردهای V-22، V-280 و هواگرد بدون سرنشین HV-911 استفاده می‌کند.
شرکت بل برنامه توسعه این هواگرد را از سال ۲۰۱۵ آغاز کرده‌است و طبق اطلاعات منتشر شده V-247 می‌تواند در عملیات‌های ISR، جنگ الکترونیک، هشدار اولیه هوایی و پشتیبانی از سایر نیروهای زمینی و هوایی مورد استفاده قرار گیرد.

## طراحی
بالگرد V-22 احتمالاً دارای ۷۳۰۰ کیلوگرم وزن باشد که این مقدار با در نظر گرفتن سوخت، تسلیحات و حسگرها به ۱۳ هزار کیلوگرم خواهد رسید. این هواگرد از موتورهایی قدرت حدود ۴۰۰۰ کیلووات بهره می‌برد و فاصله انتهای بال‌های آن از یکدیگر حدود ۲۰ متر است. سرعت کروز V-247 حدود ۴۶۰ کیلومتر بر ساعت است و می‌تواند عملیات‌هایی را در شعاع بیشتر از ۸۰۰ کیلومتر انجام دهد. این بالگرد می‌تواند با سوخت داخلی خود ۱۷ ساعت و برد ۲۶۰۰ کیلومتر را پرواز کند. طبق اطلاعات منتشر شده از سوی شرکت بل، V-247 دارای سه محفظه حمل محموله است. دو مورد از این محفظه‌ها در زیر بال‌ها و یک مورد دیگر در خط مرکزی پرنده قرار دارد. از این محفظه‌ها می‌توان برای حمل سوخت اضافی، سیستم‌های راداری، ماژول‌های LiDAR (رادار لیزری)، محموله‌های پرتابی یا برخی از موشک‌های هوا به زمین مانند AGM-114 استفاده کرد.